# Wei Zheng
Dans ce nom chinois, le nom de famille, Wei, précède le nom personnel.
Pour les articles homonymes, voir Wei.
Wei Zheng (魏徵，580-643) était  un chancelier de la dynastie Tang.

## Biographie
Wei Zheng est issu d'une famille de petits fonctionnaires du Hebei actuel, ayant servi les Wei du nord, puis les Qi du nord. Lui-même sert comme conseiller influent dans l'équipe personnelle de l'honnête rebelle Li Mi qui se soumet finalement aux Tang. Il est ainsi assigné à l'équipe personnelle de Li Jiancheng, le fils aîné et héritier officiel de l'Empereur Gaozu, qui craint fortement les ambitions dynastiques de Li Shimin. Li Jiancheng est assassiné par Li Shimin lors du Coup de la Porte Xuanwu (626), et Li Shimin tient à savoir pourquoi, quelque temps plus tôt, Wei Zheng s'était disputé avec Li Jiancheng. Wei, faisant preuve de sa franchise légendaire, annonce que Li Jiancheng n'avait pas accepté son plan d'action, et qu'il n'aurait pas été vaincu s'il l'avait suivi. Li Shimin, impressionné par cette franchise, et conscient du parcours et des capacités de Wei Zheng décide alors de l'épargner et de l'associer à son équipe : Wei Zheng est récompensé, acquiert un titre de noblesse, est nommé conseiller impérial.
Par ce retournement, le nouvel Empereur Taizong fait de cet ex-conseiller du grand rebelle de Li Mi, ex-conseiller de son frère et opposant Li Jiancheng, le mythe incarné d'une intégration honnête des ex-rebelles. Taizong le nomme ainsi ambassadeur dans la plaine Nord-Est où de nombreux rebelles tiennent encore. Ce passé largement connu, la personnalité diplomate de Wei Zheng, et cette nouvelle intégration et ascension font de lui un ambassadeur idéal pour demander aux derniers rebelles de se soumettre et de rejoindre les Tang en échange d'offices et de responsabilités.
À la suite de cela, de retour à Chang'an, il devient la morale incarnée de l'Empereur, n'hésitant jamais à lancer une remontrance brûlante à l'Empereur Taizong. En 637, Taizong demandant une critique comparative entre son règne récent et celui de ses premières années, Wei Zheng annonce spontanément : 
« "Avant que l'Empire soit pacifié, vous faisiez de la droiture et de la vertu des notions centrales de votre action. Maintenant, pensant que l'Empire est sans problèmes, vous êtes progressivement devenus arrogant, dépensier, et suffisant." »
Wei Zheng dirige également des projets érudits majeurs, telle la compilation d'un Nouveau Livre des Rituels (新禮 Xin Li, ou 貞觀禮  Zhenguan Li) présenté à Taizong en 636, et est le codirecteur avec Fang Xuanling de la compilation des Histoires officielles des dynasties précédentes : Sui, Chen, etc..
Aux yeux des historiens et confucéens plus tardifs, Wei Zheng et la relation Wei Zheng/Taizong furent largement admirés et enjolivés. La relation de franchise et de respect mutuels, le rôle de conscience confucéenne de l'Empereur, l'écoute de Taizong furent soulignés comme caractéristiques de cette période Zhenguan (貞觀之治) idéalisée, considérant son rôle de conseiller comme majeur, alors qu'il semble toujours avoir été écarté des offices à pouvoir concret, son rôle symbolique étant finalement plus important que son action et pouvoir réel,.